# Машику (район)
Машику (порт. Machico) — район (фрегезия) в Португалии, входит в округ Мадейра. Расположен на острове Мадейра. Является составной частью муниципалитета Машику. Население составляет 11 947 человек на 2001 год. Занимает площадь 17,41 км².